# Заболотівці
За́болотівці — село в Україні, у Стрийському районі Львівської області. Населення становить 733 особи. Орган місцевого самоврядування — Жидачівська міська рада.
Назва «Заболотівці», за переказами старожилів, походить від того, що село побудовано за болотистою місцевістю (між с. Бережницею і Заболотівцями), а болото це — торфовисько, люди копали і сушили на паливо. Село було побудовано над старою річкою, де закінчуються тепер городи.

## Географія

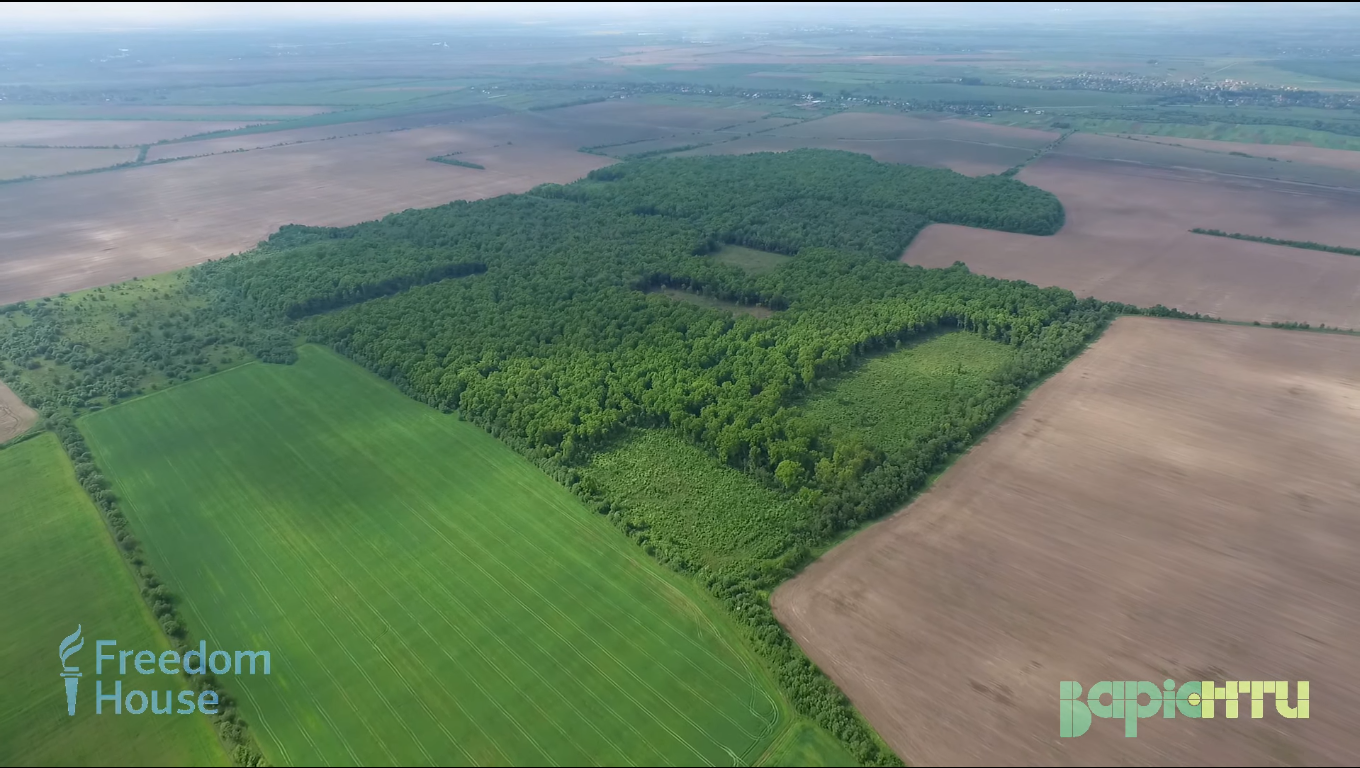
с. Заболотівці з висоти пташиного польоту

Село Заболотівці розташоване за 8 км на південний схід від Жидачева, Новий Розділ (15.5км), Ходорів (17.3км). Найближчі аеропорти: LWO — Міжнародний аеропорт Львів (55.4 км) і IFO — Міжнародний аеропорт Івано-Франківськ (74.0 км). Північною частиною околиці протікає річка Бережниця; на правому березі якої розташоване село.
Біля села проходить газопровід Дашава — Київ, нафтопровід «Дружба» і ЛЕП від підстанції «Західноукраїнська» в Угорщину. 

## Населення

### Мова
Розподіл населення за рідною мовою за даними перепису 2001 року:
| Мова       | Кількість | Відсоток |
| ---------- | --------- | -------- |
| українська | 729       | 99.45%   |
| російська  | 4         | 0.55%    |
| Усього     | 733       | 100%     |

## Історія
Згадується 1437 року у книгах галицького суду.
Дідичем села у 15 ст. був шляхтич Іоанн Гуска.
Заболотівці як поселення, згадується в XV столітті в записах старої церкви. Поселення за болотистим лісом переважно вільховим, оточене з усіх боків болотами і лісом, почувало себе досить безпечно.
У податковому реєстрі 1515 року в селі документується 1/2 лану (близько 12 га) оброблюваної землі.
30 січня 1905 року у селі згоріли 154 будівлі, 300 людей залишилося без даху над головою, менша половина майна, знищеного вогнем, виявилася застрахованою.
З 1918 село входило до Жидачівського повіту, Станиславівського воєводства Польської Республіки.
1 серпня 1934 року по 1939 входить до новоутвореної сільської громади Млиниська (гміна)
З південної сторони від села до великого лісу була смуга родючого чорнозему. Поселенці обробляли тут землю. Кожної осені возили до Млиниськ дідичеві данину, якому належала та земля, подарована польським королем Сигізмундом III. Дідича звали Баумбергер, син якого  був на службі в королівському війську. На поселенні було шістнадцять глиняних хат, покритих соломою. Був старший на поселенні, якого Дідич називав Гуменний. Він був відповідальний за роботу і порядок.
Жили поселенці в «Гасиній Долині», так називали той куток. Було два джерела. Займалися полюванням, ловили рибу. Одягалися в одежу своєї роботи. Ходили до церкви, до Бережниці Королівської. Священиком там був Костик. Людей сих називали заболотними.
Статистичні дані: загальна площа 1041 га, з того орної землі 590 га. Двірська вл. — орної землі 146,72 га, лісу 125,44 га; сільська — 439,04 га орної землі, лісу немає. Число домів: 1931 р. — 210. Населення: 1890 р. — 860 гр.-кат., 75 лат., 18 мойс.; 1909/10 рр. — 1290 гр.-кат., 31 лат. і 21 мойс.; 1914 р. — 1175 гр.-кат., 75 лат. і 8 мойс.; 1924 р. — 1005 гр.-кат., 66 лат., 17 мойс.; 1935 р. — 1184 гр.-кат., 56 лат. і 3 мойс.
Товариства: в 1909 р. Церковне Братство, 150 чл., в 1941 р. — 256 чл., в 1935 р. Братство Свічкове, 112 чл., Братство Найсвят. Тайн, 36 чл. Із світських товариств: в 1909 р. Молочарська Спілка, каса громадська та Райфайзенівська; читальня ім. Качковського, 1909—1914 рр, 100 чл. Пожежна Дружина.

## Школа
1820 року будують школу по середині села. 1822 року почалось навчання в школі. Учителька Пшеклецка, жінка управителя фільварку. Наука ведеться тільки літом.
1900 року Сав'юк радить будувати нову школу, поки є цегла. Грабя не проти, але хай село оплачує майстрів і хай само працює на цегельні.
Громада погодилась і робота пішла. Позичили гроші під заставу в банку. Віддали лан поля на п'ять років. Через три роки школа була готова.
Сав'юк клопотав про учителя до нової школи. Але кілька років сам учителював.
А в старій школі учителювала Дорожинська. Її чоловік був управителем в фільварку. Але не впорався з роботою, його арештували і він десь пропав. А Дорожинська вийшла заміж за Дениса Дмитра. Він адвокат, вчився в Відні. Дорожинська вчила перший і другий клас разом. Вчила з рання дві години, а потім пішла до новоі школи і там вчила старші класи ще три години. Перший і другий клас мали букварі один на два роки, а старші класи мали одну читанку від третього класу до шостого. Рахунки учителька писала на дошці, а учні переписували в зошити.
У 1909 р. 4-кл. школа з українською мовою навчання, 310 українських дітей.
У 1914 р. в 4-кл. школі були чотири учительські сили, українська мова навчання, 310 українських дітей.
1924 року в село приїхав учитель пан Миколаєвський з жінкою Геленою, обоє учителі. Вони залишаються в новій школі. Дорожинська з Дмитром переходять до старої школи і там працюють. Кімнату для учителів переобладнують на канцелярію для війта, а  Дорожинські-Дениси живуть в коморі.
У 1924 р. школа 2-кл., українська, дітей гр.-кат. 251, лат. 16, нім. З, мойс. 1.
У 1935 р. 3-кл. утраквістична (двомовна), 165 дітей.
Бібліотека села Заболотівці була заснована в 1950 році. Спочатку бібліотека була приклубна. А через деякий час стала сільською.
1950—1963 рр.-першим бібліотекарем була Качмар Марія Михайлівна.
1953—1957 рр. — бібліотекар Романів Галина Ільківна.
1958—1999 — бібліотекар Зубрицька Ольга Юрківна.
З 1999року — бібліотекарем  працює Пришляк Уляна Григорівна.
В приміщенні спортзалу школи зареєстрована виборча дільниця № 460371 (вул. Миру, 93А)

## Церква

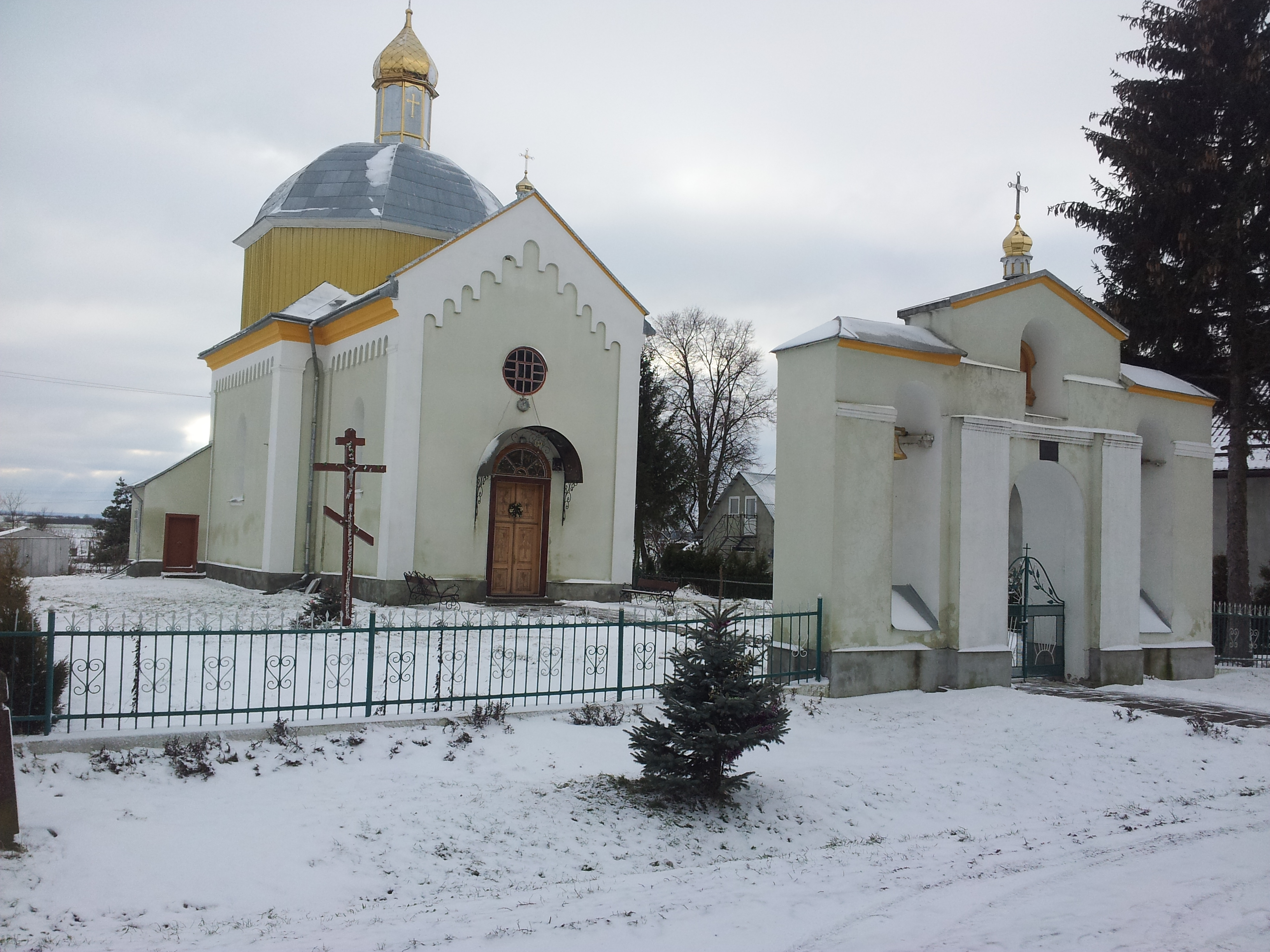
Церква с. Заболотівці

В 1766 році поселенці вирішили збудувати свою церкву, вибрали місце на горбі. Майстрами були свої поселенці Семків В., Килик М. Церква дерев'яна, але міцна. Дерево було довкола. Будували довго, чотири літа. Приїзджав дідич, оглядав, розпитував. Але не забороняв. Дошки і гонти різали з вільхи.
Коли закінчили, то церква виглядала якби мальована на червоно. Зробили невелику круглу баню. Церква вийшла кращою, ніж в Бережниці Королівській. Гірше було з облаштуванням всередині. Але помаленьку все зробили.
І в 1770 році о. Йосиф Костик освятив церкву та відслужив  першу Службу Божу.
1830 року помер Й. Костик, його похоронили в Бережниці Королівській.
1836 року о.Соболевський приїхав на парафію. Він також поляк. До нього горнулись всі поляки, хоч він і не ділив людей. Був він двадцять чотири роки і 1860 року кудись виїхав.
1870 року приїхав Йоан Савюк. Перед ним були священики, але довго не затримувались.
За сприяння Грабії, Сав'юк разом з громадою села вирішують будувати храм (з умовою, що це буде костел).
Церква Чуда Св. Архангела Михаїла була збудована в 1869 році, у вигляді й костелу, i церкви: з гостроверхою банею, покрита гонтою.
Парафіяльним священиком з 1909 р. по 1914 р. був о. крилошанин І.Сав'юк (москвофіл).
З 1919 року парохом був призначений о. Олександр Лебедович (мав двох дітей Роман і Наталка, які поїхали вчитися до Відня). Патронат над храмом за часів австро-Угорщини мала Львівська капітула латинського обряду.
Літом 1936 р. приїжджав єпископ Микита Будка заходив до храму, але довго не був, поїхав дальше.

## Москвофільство

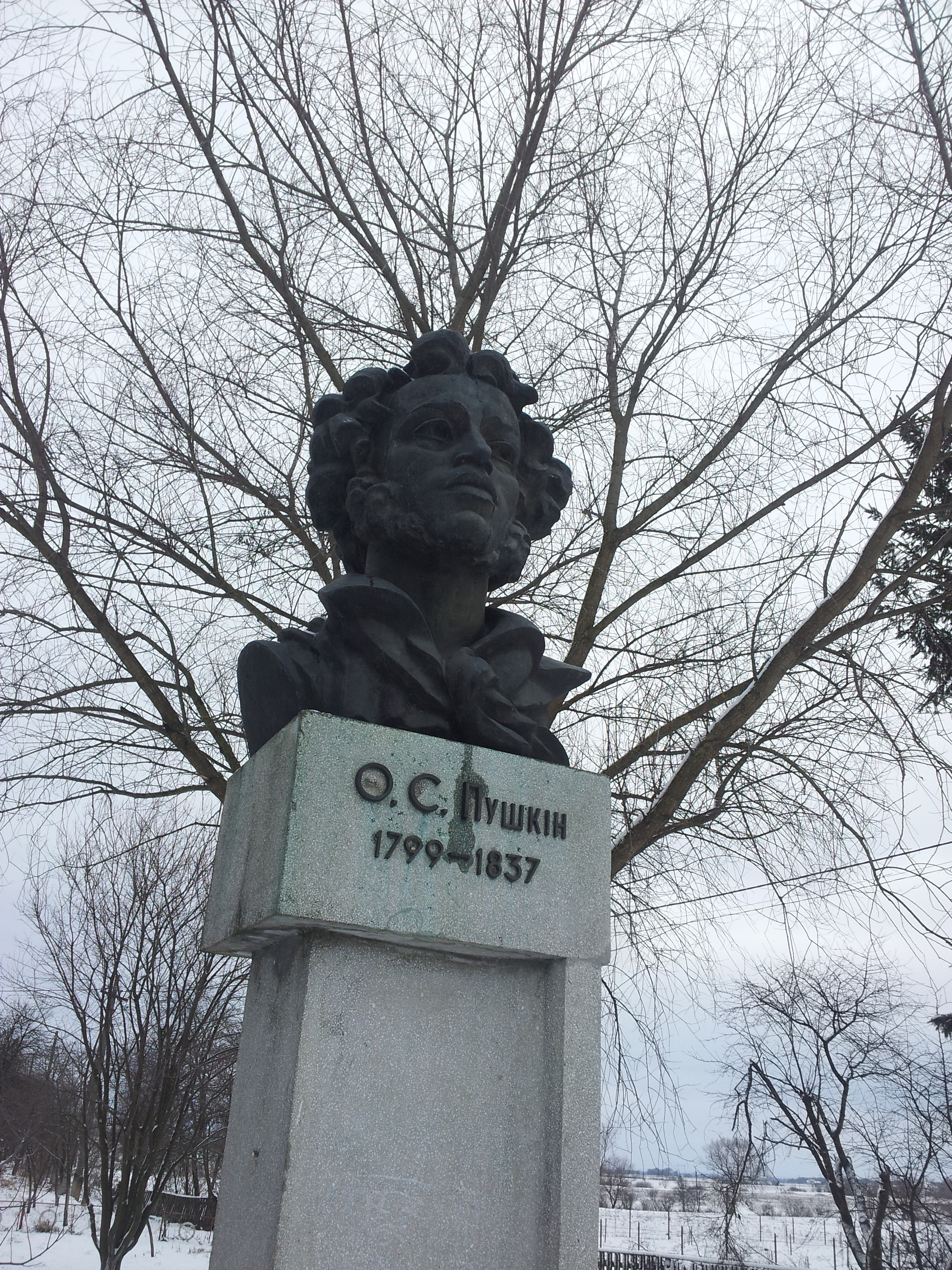
пам'ятник О. С. Пушкін с. Заболотівці

1908 р. в селі побував, повертаючись із Слов'янського з'їзду в Празі, російський граф Бобринський, який дав кошти о. Сав'юку на спорудження пам'ятника Пушкіна, що було і зроблено.
Пам'ятник являв собою кам'яну фігуру в повний зріст, висотою понад три метри, був виготовлений в селі Демня, з білого каменю місцевими майстрами-каменярами під керівництвом старшого майстра Дзиндри.
Пам'ятник О. С. Пушкіну простояв всього 5 років. У 1912 р. відбулася в селі Свята Місія під проводом графа Шептицького. Кажуть, що при сповіді деяким віруючим Шептицький за відпущення гріхів наклав таку покуту, щоб у селі не було жодного православного, лише католики. Тільки виїхав граф з села, як вночі православний Пушкін зник, залишився лише постамент.
За іншою версією, пам'ятник О. Пушкіну встановили місцеві москвофіли (Сав'юк і Сеник) у 1907 році на кошти зібрані по селах. Австрійська влада у 1916 році віддала наказ його зруйнувати.
У роки Першої світової війни о. Іоанн Савюк був поміщений в австрійський концтабір Талергоф, де і загинув у 1914 році (народився 1845).
Сучасне погруддя було зведено на новому місці — на майданчику перед школою. 12 червня 1988 р. відбулося відкриття пам'ятника. Львівська обласна організація охорони пам'яток історії та культури, правління місцевого господарства виділили кошти, на які Львівська кераміко-скульптурна фабрика спорудила новий пам'ятник. Скульптор Подольський Валентин Маркович та архітектор Матвіїв Олександр Васильович вклали багато творчості, умінь і старань у виготовлення погруддя поета.
Щорічно 6 червня — в день народження Олександра Пушкіна, пам'ятник і могилу о. Іоанна Савюка відвідували делегації російської громади Львова та Російського культурного товариства ім. А. С. Пушкіна. Починаючи з 2007 року служиться молебень російською та польською мовами.
11 квітня 2022 року під час повномасштабної московсько-української війни жителі села вирішили остаточно знести погруддя О. Пушкіну.

## Політика

### Парламентські вибори, 2019
На позачергових парламентських виборах 2019 року у селі функціонувала окрема виборча дільниця № 460371, розташована у приміщенні школи.
Результати
- зареєстровано 500 виборців, явка 55,40 %, найбільше голосів віддано за «Голос» — 23,10 %, за «Слугу народу» — 20,58 %, за Всеукраїнське об'єднання «Батьківщина» і «Європейську Солідарність» — по 11,19 %.[8] В одномандатному окрузі найбільше голосів отримав Андрій Кіт (самовисування) — 33,09 %, за Андрія Гергерта (Всеукраїнське об'єднання «Свобода») — 21,32 %, за Олега Канівця (Громадянська позиція) — 17,28 %[9].

## Пам'ятки
- Церква Святого Архистратига Михаїла[d];
- Пам'ятник Олександрові Пушкіну[d];

## Відомі люди
- Бем Франко Гнатович (1914—1952), с. Заболотівці, «Грім», «Рак» — районовий провідник ОУН-УПА, командир теренової боївки;
- Попович Ігор Степанович (* 1976) — український психолог.
- Вайда Тарас Степанович — науковець, кандидат наук, доцент.